# یوتامتر
یوتامتر (yottametre)، با نماد Ym برابر است با ۱۰۲۴ متر یا ۱۱۰ میلیون سال نوری.

## مثال
- فاصله تا نزدیک‌ترین انفجار پرتو گامای[۱] مشاهده شده برابر با ۱٫۲ یوتامتر یا ۱۲۷ میلیون سال نوری است.
- قطر اَبَرخوشه دوشیزه برابر با ۱٫۹ یوتامتر یا ۲۰۰ میلیون سال نوری است.